# Cantón de Ploudiry
El cantón de Ploudiry era una división administrativa francesa, que estaba situada en el departamento de Finisterre y la región de Bretaña.

## Composición
El cantón estaba formado por siete comunas:
- La Martyre
- Lanneuffret
- La Roche-Maurice
- Le Tréhou
- Loc-Eguiner
- Ploudiry
- Tréflévénez

## Supresión del cantón de Ploudiry
En aplicación del Decreto nº 2014-151 de 13 de febrero de 2014, el cantón de Ploudiry fue suprimido el 22 de marzo de 2015 y sus 7 comunas pasaron a formar parte; cuatro del nuevo cantón de Pont-de-Buis-lès-Quimerch, dos del nuevo cantón de Landerneau y una del nuevo cantón de Landivisiau.